# Karkatur
Karkatur (korábban Karkatúr, szerbül Mićunovo, Мићуново ) falu Szerbiában, a Vajdaságban, az Észak-bácskai körzetben, Topolya községben.

## Demográfiai változások
| 1948 | 1953 | 1961 | 1971 | 1981 | 1991 | 2002 |
| ---- | ---- | ---- | ---- | ---- | ---- | ---- |
| 303  | 268  | 267  | 283  | 304  | 524  | 516  |